# 第59回朝日杯フューチュリティステークス
2007年12月9日に中山競馬場で施行された第59回朝日杯フューチュリティステークスについて記述する。

## レース概要
2008年より施行週が1週ずれるため、12月の第2週に施行されるのは今回が最後である。

## レース施行前の状況

### 各オープン競走の結果
| 施行日   | レース名                          | 着順 | 競走馬名           | 出否 |
| -------- | --------------------------------- | ---- | ------------------ | ---- |
| 8月11日  | ダリア賞                          | 1着  | スズジュピター     | 出走 |
| 8月25日  | ひまわり賞                        | 1着  | メッサーシュミット | 回避 |
| 8月25日  | クローバー賞                      | 1着  | ウイントリガー     | 出走 |
| 9月2日   | 第27回小倉2歳ステークス           | 1着  | マルブツイースター | 回避 |
| 9月2日   | 第27回小倉2歳ステークス           | 2着  | ミリオンウェーブ   | 出走 |
| 9月16日  | 野路菊ステークス                  | 1着  | オースミマーシャル | 回避 |
| 9月29日  | 芙蓉ステークス                    | 1着  | フォーチュンワード | 出走 |
| 9月29日  | 第42回札幌2歳ステークス           | 1着  | オリエンタルロック | 回避 |
| 9月29日  | 第42回札幌2歳ステークス           | 2着  | サブジェクト       | 出走 |
| 10月13日 | 第42回デイリー杯2歳ステークス     | 1着  | キャプテントゥーレ | 出走 |
| 10月13日 | 第42回デイリー杯2歳ステークス     | 2着  | タケミカヅチ       | 回避 |
| 10月13日 | 第42回デイリー杯2歳ステークス     | 3着  | ウイントリガー     | 出走 |
| 10月27日 | 萩ステークス                      | 1着  | フローテーション   | 回避 |
| 11月4日  | 福島2歳ステークス                 | 1着  | スマートギャング   | 出走 |
| 11月10日 | 第43回京王杯2歳ステークス         | 1着  | アポロドルチェ     | 出走 |
| 11月10日 | 第43回京王杯2歳ステークス         | 2着  | ドリームシグナル   | 出走 |
| 11月10日 | 第43回京王杯2歳ステークス         | 3着  | レッツゴーキリシマ | 出走 |
| 11月17日 | 第12回東京スポーツ杯2歳ステークス | 1着  | フサイチアソート   | 回避 |
| 11月17日 | 第12回東京スポーツ杯2歳ステークス | 2着  | スズジュピター     | 出走 |
| 11月23日 | 京都2歳ステークス                 | 1着  | アルカザン         | 回避 |

### 各馬の状況
上記にも示した馬のうち、ミリオンウェーブは11月10日の第43回京王杯2歳ステークス8着を経て本競走に出走する。
その他500万下競走の勝ち馬では、11月3日に京都の500万下競走を制したエーシンフォワード、11月11日の黄菊賞でトールポピーに勝利したヤマニンキングリーなどが本競走に出走する。11月18日のもちの木賞を制したレインボーペガサス（後に回避）、11月18日に東京の500万下競走を制したギンゲイ、11月24日のベゴニア賞を制したドリームガードナー、11月25日に東京の500万下競走を制したセレスハントなどが本競走に出走する。
なお、地方からの出走馬はなかった。

### レース施行週の状況
11月25日に発表された最終登録時点では、出走可能頭数（フルゲート）16頭に対し29頭の特別登録があり、収得賞金上位16頭は出走可能となっている。それ以下の収得賞金400万円の11頭は上位馬の回避がなければ除外される。12月6日に出馬投票が行われ、収得賞金上位馬のレインボーペガサスが回避し、収得賞金400万円の11頭うち8頭による抽選が行われ、ゴスホークケンが当選した。そして登録のあったアグネスクリスタル、オーロマイスター、シルクストレングス、スマートファルコン、ダンジグマスター、ノットアローン、フェイムロバリー、マルターズオリジン、ミスティフォレスト、ミッキーチアフルの10頭が出走に至らなかった。
12月7日に枠順が発表され、12月8日より馬券が発売された。前日最終オッズ時点では、アポロドルチェが4.4倍で1番人気、スズジュピターが4.7倍で2番人気、キャプテントゥーレが7.3倍で3番人気、ゴスホークケンが7.8倍で4番人気、エーシンフォワードが8.2倍で5番人気で続き、5頭が10倍を切るオッズとなった。

## 出走馬と枠順
天気：晴、馬場状態：良、発走時刻：15時25分
| 枠番 | 馬番 | 競走馬名           | 性齢 | 騎手       | オッズ        | 調教師   | 馬主                           |
| ---- | ---- | ------------------ | ---- | ---------- | ------------- | -------- | ------------------------------ |
| 1    | 1    | ゴスホークケン     | 牡2  | 勝浦正樹   | 6.2（3人）    | 斎藤誠   | 藤田与志男                     |
| 1    | 2    | セレスハント       | 牡2  | 蛯名正義   | 119.2（15人） | 松永幹夫 | 岡浩二                         |
| 2    | 3    | レッツゴーキリシマ | 牡2  | 幸英明     | 28.2（10人）  | 梅田康雄 | 西村新一郎                     |
| 2    | 4    | ドリームシグナル   | 牡2  | C.ルメール | 13.4（8人）   | 西園正都 | セゾンレースホース（株）       |
| 3    | 5    | ギンゲイ           | 牡2  | 北村宏司   | 67.7（14人）  | 岩戸孝樹 | 加藤信之                       |
| 3    | 6    | ウイントリガー     | 牡2  | 四位洋文   | 40.6（12人）  | 山内研二 | （株）ウイン                   |
| 4    | 7    | キャプテントゥーレ | 牡2  | 川田将雅   | 8.3（4人）    | 森秀行   | （有）社台レースホース         |
| 4    | 8    | フォーチュンワード | 牝2  | 松岡正海   | 27.1（9人）   | 古賀慎明 | 里見治                         |
| 5    | 9    | スズジュピター     | 牡2  | 柴田善臣   | 4.2（1人）    | 高橋裕   | 小紫芳夫                       |
| 5    | 10   | エーシンフォワード | 牡2  | 福永祐一   | 11.7（6人）   | 西園正都 | 平井宏承                       |
| 6    | 11   | ヤマニンキングリー | 牡2  | 武豊       | 10.7（5人）   | 河内洋   | 土井肇                         |
| 6    | 12   | ミリオンウェーブ   | 牡2  | 小牧太     | 148.7（16人） | 宮本博   | 万波健二                       |
| 7    | 13   | スマートギャング   | 牡2  | 岩田康誠   | 58.5（13人）  | 畠山吉宏 | 大川徹                         |
| 7    | 14   | アポロドルチェ     | 牡2  | 後藤浩輝   | 4.3（2人）    | 堀井雅広 | アポロサラブレッドクラブ       |
| 8    | 15   | ドリームガードナー | 牡2  | 吉田隼人   | 37.1（11人）  | 中村均   | セゾンレースホース（株）       |
| 8    | 16   | サブジェクト       | 牡2  | 安藤勝己   | 12.1（7人）   | 池江泰郎 | （有）ノースヒルズマネジメント |

負担重量は牡馬55kg、牝馬54kg。

## レース結果

### レース展開
好スタートを決めたのはゴスホークケンで、そのまま逃げの体勢でレースを進め、最後の直線でも後続を引き連れずスタートからゴールまで先頭で走りぬけた。

### レース着順
| 着順 | 枠番 | 馬番 | 競走馬名           | タイム | 着差     |
| ---- | ---- | ---- | ------------------ | ------ | -------- |
| 1    | 1    | 1    | ゴスホークケン     | 1.33.5 |          |
| 2    | 2    | 3    | レッツゴーキリシマ | 1.33.9 | 2馬身1/2 |
| 3    | 4    | 7    | キャプテントゥーレ | 1.33.9 | クビ     |
| 4    | 2    | 4    | ドリームシグナル   | 1.34.1 | 1馬身1/2 |
| 5    | 5    | 9    | スズジュピター     | 1.34.7 | 3馬身1/2 |
| 6    | 4    | 8    | フォーチュンワード | 1.34.8 | クビ     |
| 7    | 6    | 11   | ヤマニンキングリー | 1.34.8 | ハナ     |
| 8    | 1    | 2    | セレスハント       | 1.34.8 | クビ     |
| 9    | 5    | 10   | エーシンフォワード | 1.34.9 | 1/2馬身  |
| 10   | 3    | 6    | ウイントリガー     | 1.35.0 | クビ     |
| 11   | 7    | 14   | アポロドルチェ     | 1.35.0 | アタマ   |
| 12   | 8    | 15   | ドリームガードナー | 1.35.1 | 1/2馬身  |
| 13   | 8    | 16   | サブジェクト       | 1.35.2 | 1/2馬身  |
| 14   | 6    | 12   | ミリオンウェーブ   | 1.35.3 | 3/4馬身  |
| 15   | 7    | 13   | スマートギャング   | 1.35.4 | クビ     |
| 16   | 3    | 5    | ギンゲイ           | 1.36.2 | 5馬身    |

#### データ
| 1000m通過タイム     | 58.3秒（ゴスホークケン） |
| 上がり4ハロン       | 47.2秒                   |
| 上がり3ハロン       | 35.2秒                   |
| 優勝馬上がり3ハロン | 35.2秒                   |

### 払戻
| 単勝   | 1     | 620円     |
| 複勝   | 1     | 260円     |
| 複勝   | 3     | 730円     |
| 複勝   | 7     | 330円     |
| 枠連   | 1-2   | 2,530円   |
| 馬連   | 1-3   | 8,290円   |
| 馬単   | 1-3   | 13,340円  |
| 3連複  | 1-3-7 | 23,810円  |
| 3連単  | 1-3-7 | 139,620円 |
| ワイド | 1-3   | 2,590円   |
| ワイド | 1-7   | 1,220円   |
| ワイド | 3-7   | 3,250円   |

## エピソード
- 優勝騎手の勝浦正樹、優勝調教師の斎藤誠、優勝馬主の藤田与志男は朝日杯フューチュリティステークス初勝利で、調教師及び馬主にとってはJpnI（GIも含めて）初勝利となった。
- 調教師の斎藤はレース後「中山マイルは大外に入るときつい。だからあまり使いたくなかった」と発言した。これを受けて東京スポーツ記者の山口心平は、「枠順による有利不利が大きい」朝日杯フューチュリティステークスが「クラシックを目指す馬にとって適切な舞台でないのは明白」と評した。[1]

## 出走馬のその後
※主な勝ち鞍は朝日杯FS以降のオープン特別競走（リステッド、重賞含む）のみ記載。太字はGI級競走。
| 着順 | 競走馬名           | 戦績     | 主な勝ち鞍                                                                                      | 備考                              | 出典   |
| ---- | ------------------ | -------- | ----------------------------------------------------------------------------------------------- | --------------------------------- | ------ |
| 1    | ゴスホークケン     | 15戦2勝  |                                                                                                 | 2007年JRA賞最優秀2歳牡馬          | [ 2 ]  |
| 2    | レッツゴーキリシマ | 25戦5勝  | 関屋記念（GIII）                                                                                |                                   | [ 3 ]  |
| 3    | キャプテントゥーレ | 20戦5勝  | 皐月賞（JpnI）、朝日チャレンジC2回（GIII）                                                      |                                   | [ 4 ]  |
| 4    | ドリームシグナル   | 19戦2勝  | シンザン記念（JpnIII）                                                                          |                                   | [ 5 ]  |
| 5    | スズジュピター     | 53戦5勝  |                                                                                                 |                                   | [ 6 ]  |
| 6    | フォーチュンワード | 16戦3勝  |                                                                                                 |                                   | [ 7 ]  |
| 7    | ヤマニンキングリー | 44戦7勝  | 札幌記念（GII）、シリウスS、中日新聞杯（GIII/JpnIII）、白百合S、アンドロメダS（OP）             |                                   | [ 8 ]  |
| 8    | セレスハント       | 61戦12勝 | サマーチャンピオン、東京スプリント、北海道スプリントC2回（JpnIII）、ペルセウスS2回、KBC杯（OP） |                                   | [ 9 ]  |
| 9    | エーシンフォワード | 31戦6勝  | マイルCS（GI）、阪急杯（GIII）                                                                  |                                   | [ 10 ] |
| 10   | ウイントリガー     | 21戦3勝  |                                                                                                 | 兵庫CS（JpnII）2着                | [ 11 ] |
| 11   | アポロドルチェ     | 50戦3勝  | バーデンバーデンC（OP）                                                                         | アイビスサマーダッシュ（GIII）2着 | [ 12 ] |
| 12   | ドリームガードナー | 29戦2勝  |                                                                                                 | シンザン記念（JpnIII）2着         | [ 13 ] |
| 13   | サブジェクト       | 23戦2勝  | ラジオNIKKEI杯2歳S（JpnIII）                                                                    |                                   | [ 14 ] |
| 14   | ミリオンウェーブ   | 26戦3勝  | 葵S（OP）                                                                                       |                                   | [ 15 ] |
| 15   | スマートギャング   | 13戦2勝  |                                                                                                 |                                   | [ 16 ] |
| 16   | ギンゲイ           | 76戦11勝 |                                                                                                 |                                   | [ 17 ] |